# 丘斯皮庫查湖 (堯約斯)
12°08′01″S 75°58′52″W / 12.13361°S 75.98111°W
丘斯皮庫查湖（Chuspicocha），是秘魯的湖泊，位於該國中南部利馬大區，處於保卡爾科查湖以南、蒂克利亞科查湖和皮斯科科查湖以北，長1.02公里、寬0.4公里，海拔高度4,625米。